# Eugeniusz Bialic

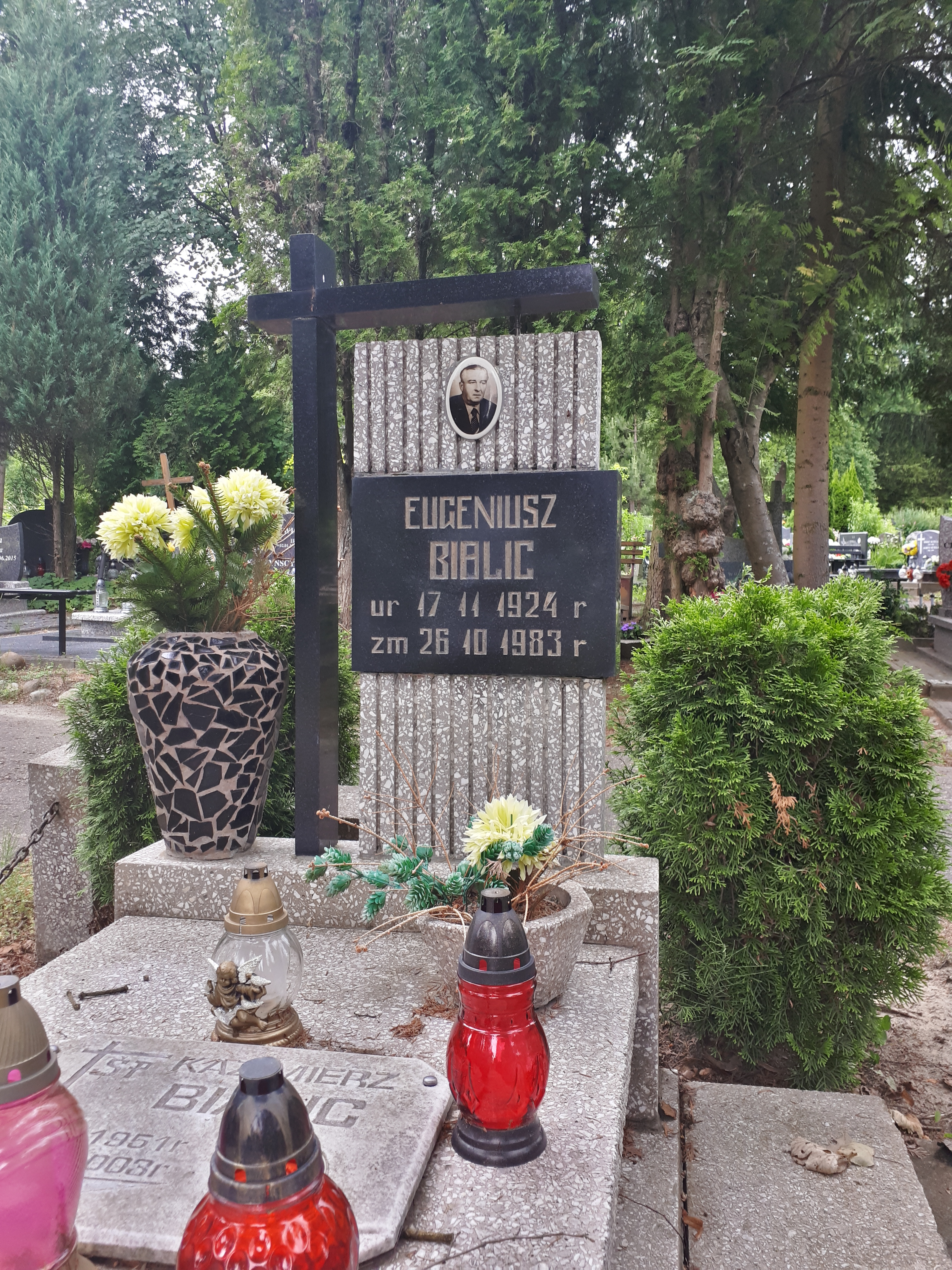
Grób Eugeniusza Bialica na cmentarzu Dębica w Elblągu

Eugeniusz Bialic (ur. 17 listopada 1924 w Hyżnem, zm. 26 października 1983) – polski odlewnik i polityk, poseł na Sejm PRL VIII kadencji.

## Życiorys
Posiadał wykształcenie podstawowe, z zawodu odlewnik. Brygadzista w Zakładach Mechanicznych „Zamech” im. Karola Świerczewskiego w Elblągu. Wstąpił do Polskiej Zjednoczonej Partii Robotniczej, był członkiem Komitetu Wojewódzkiego partii w Gdańsku oraz jej Komitetu Centralnego. W 1980 uzyskał mandat posła na Sejm PRL VIII kadencji z okręgu Elbląg. Pełnił funkcję zastępcy przewodniczącego Komisji  Górnictwa, Energetyki i Chemii oraz Komisji Górnictwa, Energetyki i Wykorzystania Zasobów Naturalnych. Zmarł w trakcie kadencji.
Pochowany na Cmentarzu Komunalnym Dębica w Elblągu.

## Odznaczenia
- Order Sztandaru Pracy I klasy (1980)[2]
- Order Sztandaru Pracy II klasy (1964)
- Krzyż Kawalerski Orderu Odrodzenia Polski
- Srebrny Krzyż Zasługi
- Medal 10-lecia Polski Ludowej (1955)[3]